# محمية أم الطيور
محمية أم الطيور في اللاذقية في سوريا. أعلنت محمية بيئية حراجية شاطئية بمساحة قدرها 10000 دونم وذلك للمحافظة على الطيور المهاجرة التي تقصد الموقع والأشجار الحراجية السائدة في الموقع حيث ينتشر الخرنوب والبطم اللانتسكي والزيتون البري.
يبعد موقع أم الطيور 30 كم إلى الشمال من مدينة اللاذقية ويبلغ طول شاطئه 12 كم من جبل قوزطرنجة جنوبا حتى البسيط شمالا ويحده على اليابسة الطريق الزراعية طرنجة - العيسيوية - البسيط غربا والبحر حتّى الحدود الإقليمية.
تتصف المنطقة الشاطئية في الجنوب بساحل رملي تقع فيه أم الطيور ثم شاطئ صخري ذي صخور اندفاعية حتى رأس البسيط كما تتصف المنطقة بنباتات مميزة لغابة البحر الأبيض المتوسط المتدهورة.
ينتمي الرصيف القاري لموقع أم الطيور بيومناخيا إلى الطابق شبه الرطب الحار من وجهة نظر غابوية إلى الطابق النبتي المتوسطي الحراري الذي يتصف عادة في المناطق الشاطئية من البحر المتوسط بسيادة غابة خليطة قوامها الرئيسي من الخرنوب وبطم اللانتيسك والزيتون البري.